# Новак Бошковић
Новак Бошковић (Црвенка, 23. мај 1989 — Црвенка, 3. фебруар 2019) био је српски рукометаш и бивши репрезентативац.

## Биографија
Каријеру је започео у Црвенки, играо је за Врбас, Прибој, словеначки Копер, мађарску Татабању, Динамо Букурешт, Макаби Тел Авив и Хапоел Ришон Лецион.
Бошковић је такође био члан репрезентације Србије на Европском првенству 2016. године. За репрезентацију Србије је постигао 10 голова у 5 наступа.